# Lingman & Co
Lingman & Co är ett produktionsbolag som sedan 1984 har anordnat olika artisttävlingar.
Schlagerstjärnan är en årlig artisttävling i Sverige. Tävlingen syftar till att skapa en scen för nya unga artister och att vara ett forum för branschen att hitta framtidens Melodifestivalartister. Bland de som har vunnit finns Sonja Aldén (2003), Nadja Juslin (2008) och Erika Selin (2009). Segrare 2010 blev Malin Johansson följd av Linnea Grönberg på andra plats.

## Andra tävlingar
- Generationsduellen
- Julias Camp
- Julstjärnan
- Lilla Schlagern, Eckerölinjen
- Lilla Schlagerstjärnan
- PAF Schlagerturné
- Popkorn
- Schlagerstjärnan
- Talang
- Julias Stjärnskott
- Seniorchansen
- Idrestjärnan
- CinderellaStjärnan